# Claudio Lolli (album)
Claudio Lolli è l'ottavo album del cantautore Claudio Lolli pubblicato il 6 maggio 1988.

## Descrizione
L'album segna il ritorno di Lolli a cinque anni dal precedente album; in questo periodo il cantautore, che nel frattempo si è laureato in lettere e ha iniziato la sua attività di professore di liceo, ha allestito con Gian Piero Alloisio nella stagione 1983-1984 lo spettacolo Dolci promesse di guerra (mai documentato su dischi ufficiali) nel quale i due, oltre a eseguire i loro brani più celebri, si scambiano due canzoni e interpretano insieme Come un dio americano di Lolli.
Nucleo embrionale di quest'album è l'idea di un'opera tematica sul cinema: Lolli scrive Keaton, La fine del cinema muto, Via col vento e Ballando con una sconosciuta. Il progetto viene accantonato ma le canzoni vedranno ugualmente la luce in tempi e modi diversi: Keaton viene incisa da Francesco Guccini nel 1987 in Signora Bovary, con alcune modifiche al testo che gli consentono di co-firmarla (Lolli stesso la inciderà anni dopo nell'album Viaggio in Italia); sempre Guccini includerà Ballando con una sconosciuta nell'album Quello che non... del 1990; le altre due canzoni compaiono appunto su questo disco.
Gli arrangiamenti dell'album sono curati da Bruno Mariani, tranne le canzoni Adriatico, arrangiata da Diego Michelon, e Via col vento, arrangiata da Antonio Marangolo.
L'illustrazione in copertina è di Dino Marsan e raffigura una volpe e una pecora sedute a un tavolo di osteria, le grafiche interne sono di Virna Comini. Il retro copertina riporta note di presentazione scritte da Stefano Benni.
Il disco è stato registrato e mixato presso il Medicina Recording Studio; i tecnici del suono sono Mirko Bezzi ed Alessandro Scala.

## Tracce
Testi e musiche di Claudio Lolli.
Lato A
1. La fine del cinema muto – 5:48
2. Aspirine – 5:56
3. Adriatico – 6:24

Lato B
1. Tutte le lingue del mondo – 4:02
2. La pioggia prima o poi – 4:44
3. Tempo perso – 5:03
4. Via col vento – 5:22

## Formazione
- Claudio Lolli – voce, chitarra in Via col vento
- Bruno Mariani – chitarra acustica
- Diego Michelon – tastiera
- Davide Colferrati – basso
- Mimmo Turone – tastiera in Via col vento
- Robert Sidoli – programmazione
- Antonio Marangolo – sax